# 忽秃伦
忽圖倫（約1260年—約1306年）是海都最著名的女儿，忽必烈可汗最著名的侄孙女。她的父亲对她的能力非常满意，并且她还在军事活动中陪伴她的父亲。马可·波罗和拉施德丁都写了她，但是古代汉文史集中并没有对她的提及。她在西方文化里有名主要是因为她是《杜蘭朵》中的图兰朵公主的原型。

## 名字
忽图伦（Khutulun）一名来自突厥语的“幸福（qutuq）”，而lun则是妇女名之尾。《马可·波罗游记》称她为阿吉牙尼惕（Agianit），并说这个名字在鞑靼语中意为“光耀之月”。其他的资料中，她还被叫作爱由鲁黑（Aiyurug, Aiyaruk, Ai-jaruk）和阔脱勒察罕（Khotol Tsagaan）。

## 生平
忽图伦大约生于1260年。在1280年，她的父亲海都成为了中亚最有权势的统治者，统治着从西蒙古到阿姆河，从中西伯利亚高原到印度的领土。
马可·波罗将忽图伦描述为一位一流的战士：她能骑马驰入敌军的阵列，像老鹰捉小鸡一样轻松地捉住一名俘虏。她在许多场战役中协助了她的父亲，这些战役主要是反对她的亲戚忽必烈大汗（1260-94在位）的元朝的。
除非有人能在摔跤中第一次就击败忽图伦，否则她就不嫁人。许多男子都来尝试，但是没人成功。她会和求婚者们挑战，比赛摔跤，如果對方输了，他就得被罚100匹马。她因此得到了10000匹马。她的父母为她的婚事着急。
人们声称她和她的父亲保持着乱伦的关系，因此在她的父亲在世时，她不会接受别的男子。在意识到了这个代价后，她的父亲为这恶意的宣传付出了代价。忽图伦在她的父亲的追随者中选择了一名男子，并且在没有和他摔跤的情况下就嫁给了他。关于她的丈夫的身份有许多说法。一些编年史说她的丈夫是一名英俊的男子，他曾经刺杀她的父亲失败并被俘虏，而别的来源则说他是海都的伴当，来自绰罗斯氏族。拉施德丁写道，忽图伦爱上了位于波斯的蒙统治者合赞。
忽图伦的父亲海都渐渐地依赖于她的劝告与政治上的支持。她毫无疑问是她的父亲的特别喜爱的孩子，而根据一些记述，她的父亲在1301年在自己死前曾企图任命她为下一届可汗。不过，她的父亲的选择由于她的男性亲人们而被婉拒了。在海都死后，忽图伦在她的兄弟斡鲁思（Orus）的帮助下守护了她的父亲的坟墓。她被包括察八儿在内的她的其他兄弟们以及她的亲戚笃哇所挑战，原因是她反对他们的继承权。她死于1306年。

## 后世艺术作品
在1710年，在写第一部关于成吉思汗的传记时，法国学者弗朗索瓦·佩蒂·德·拉克鲁瓦（François Pétis de la Croix）出版了一本书，这本书由传说和寓言组合，有着许多亚洲的文学主题。他的最长、最佳的故事之一便是来自忽图伦的历史。不过，在他改编的作品中，忽图伦的头衔是图兰朵，意为“图兰之女”（图兰是古代伊朗对北方游牧人的称呼），并且她是中国的蒙古皇帝阿儿顿可汗的十九岁大的女儿。佩蒂·德·拉克鲁瓦没有让她以摔跤来挑战她的求婚者们，而是让她用三个谜语来考验他们。在他的这个更具戏剧性的版本中，求婚者们赌的不仅是马匹，而且如果他们未能成功回答，他们还会被罚去自己的性命。
五十年后，受欢迎的意大利剧作家卡洛·戈齐将她的故事写成了一部关于一个“傲慢无情的”“残忍女人”的戏剧。在那个时代的两位最伟大的文学天才的珠联璧合下，弗里德里希·冯·席勒将这部戏翻译为了德语，标题为《图兰朵，中国公主》，而约翰·沃尔夫冈·冯·歌德于1802年在魏玛的舞台上指挥了它。
一个多世纪后，意大利作曲家贾科莫·普契尼于1924年，在其弥留之际仍然在创作他的歌剧《图兰朵》。不像他的另一部的戏剧中的女主角蝴蝶夫人，那个为爱而生，为爱而死的女人，图兰朵拒绝任何的被她视为地位低于她的男人。普契尼的歌剧成为了对她的一生的故事的最著名的艺术改编作品。